# Celebothemis delecollei
Celebothemis delecollei es la única especie del género Celebothemis, en la familia Libellulidae.